# Globally Unique Identifier
GUID (ang. globally unique identifier), identyfikator globalnie unikatowy – identyfikator obiektów między innymi w systemie Windows lub wszędzie, gdzie potrzebny jest unikatowy identyfikator.
GUID jest generowany między innymi na podstawie czasu wygenerowania oraz liczb pseudolosowych. Ma on postać 32-znakowego ciągu heksadecymalnego np. {030B4A82-1B7C-11CF-9D53-00AA003C9CB6}. Łączna liczba unikatowych kluczy to 2128 (około 3,4 × 1038), przez co prawdopodobieństwo generacji dwóch identycznych kluczy jest znikome.

## Klucze CLSID
W systemach Windows identyfikatory GUID wykorzystywane są jako unikalne klucze identyfikujące obiekty COM. Listę zarejestrowanych GUID można zobaczyć, przeglądając w rejestrze systemu klucze w gałęzi HKEY_CLASSES_ROOT\CLSID.